# Narodowy Instytut Architektury i Urbanistyki
Narodowy Instytut Architektury i Urbanistyki (NIAiU) – państwowa instytucja kultury powołana 21 listopada 2017 przez ministra kultury i dziedzictwa narodowego Piotra Glińskiego, którego przedmiotem działania jest prowadzenie badań nad historyczną i współczesną architekturą, urbanistyką oraz planowaniem przestrzennym, upowszechnianie wiedzy z zakresu tych dyscyplin i wiedzy o dobrach kultury z nimi związanych, w tym prowadzenie działań edukacyjnych, promocyjnych i wydawniczych.

## Historia
Instytut powołano do życia 21 listopada 2017. Powstanie NIAiU było wyrazem zainteresowania państwa jakością przestrzeni i odpowiedzią na wyraźny brak działań systemowych w zakresie edukacji o przestrzeni i kształtowania kultury architektonicznej w Polsce. Działania podejmowane przez Instytut mają być odpowiedzią na ogromny kryzys polskiej przestrzeni, mający wpływ na jakość życia obywateli. Instytut ma przede wszystkim upowszechniać wiedzę o znaczeniu architektury i przestrzeni oraz uświadamiać znaczenie tych obszarów kultury dla społeczeństwa, oddziaływających na wszystkich użytkowników.
Pierwszym dyrektorem został Bolesław Stelmach, który funkcję pełni do dziś.

## Działalność
Instytut w swych założeniach ma być przede wszystkim instytucją edukacyjną, realizującą swe zadania poprzez działania wystawiennicze, popularyzatorskie, promocyjne oraz wydawnicze. Instytut ma się przyczyniać do kreowania krytyki architektonicznej, jak także wypracowywania i promowania dobrych praktyk w zakresie przekształcania przestrzeni. Ważnym elementem działalności Instytutu będzie również dokumentacja i archiwizacja dorobku polskich architektów i urbanistów oraz jego udostępnianie szerokiej publiczności.

### Edukacja
W ramach działań edukacyjnych opracowuje programy i strategie kształcenia dzieci, młodzieży i dorosłych. Powołał też Zespół ds. Powszechnej Edukacji Architektonicznej, poprzez który wypracowuje rozwiązania systemowe – aby edukacja architektoniczna funkcjonowała jako stały element edukacji w Polsce. Jednym z projektów jest Platforma ADE.

### Nagroda NIAiU
Nagroda NIAiU to interdyscyplinarny konkurs dla absolwentów różnych kierunków na najlepsze prace magisterskie na temat wartości przestrzeni wspólnej. Przyznawany jest corocznie w dwóch kategoriach, teoretycznej i praktycznej (projektowej).

### Nauka
Instytut prowadzi działalność badawczą, organizuje seminaria, opracowuje i udostępnia archiwalne materiały związane z przedmiotem działania instytutu.

### Wydawnictwo
W działalności wydawniczej Instytut koncentruje się na książkach popularyzujących wiedzę o powojennej architekturze i urbanistyce, m.in.:
- Warszawa Gutta, Błażej Pindor, Raster i Narodowy Instytut Architektury i Urbanistyki, Warszawa 2018, ISBN 978-83-946849-7-6
- Cztery ściany i dach. Złożona natura prostej profesji, Reinier de Graaf, Instytut Architektury, Narodowy Instytut Architektury i Urbanistyki, Warszawa 2019, ISBN 978-83-63789-19-9
- On i ja. O architekturze i Le Corbusierze, Jerzy Sołtan, Fundacja Centrum Architektury, Narodowy Instytut Architektury i Urbanistyki, Warszawa 2020, ISBN 978-83-957282-1-1
- U źródeł modernizmu, Józef Rykwert, tłum. Ewa Klekot, Narodowy Instytut Architektury i Urbanistyki, Warszawa 2021, ISBN 978-83-956466-6-9
- Architektura myślenia, Andrzej Piotrowski, Narodowy Instytut Architektury i Urbanistyki, Warszawa 2022, ISBN 978-83-960286-6-2
- Architektura i urbanistyka w dokumentach KC PZPR, Andrzej Skalimowski, Narodowy Instytut Architektury i Urbanistyki, Warszawa 2022, ISBN 978-83-962825-4-5
- Architektura przyjaznych przestrzeni, Krzysztof Chwalibóg, Narodowy Instytut Architektury i Urbanistyki, Warszawa 2022, ISBN 978-83-960286-7-9
- Antropocen. W stronę architektury regenerującej, red. Kacper Kępiński, Adrian Krężlik, Narodowy Instytut Architektury i Urbanistyki, Warszawa 2022, ISBN 978-83-965401-1-9
- Dom dla kultury. Spojrzenie na architekturę kibuców i kołchozów, Nicolas Grospierre, Narodowy Instytut Architektury i Urbanistyki, Warszawa 2022, ISBN 978-83-962825-2-1
- House for Culture, Narodowy Instytut Architektury i Urbanistyki, Nicolas Grospierre, Warszawa 2022, ISBN 978-83-962825-1-4[5]
- Notes Archikultury. Praktyki i inspiracje. Nadrenia Północna-Westfalia i Meklemburgia-Pomorze Przednie, red. Katarzyna Domagalska, Narodowy Instytut Architektury i Urbanistyki, Warszawa 2022, ISBN 978-83-965401-4-0[6]
- Ruch tektoniczny. Przewodnik po powojennej architekturze województwa świętokrzyskiego, Kacper Kępiński, Narodowy Instytut Architektury i Urbanistyki, Warszawa 2023, ISBN 978-83-965401-6-4[7]

### Wystawy
Instytut prowadzi działalność wystawienniczą skupioną na polskiej architekturze, najciekawszych budynkach i projektach oraz postaciach, które wpływały i wpływają na kształt naszego otoczenia.

### Zasoby
Instytut tworzy kolekcję zasobów elektronicznych związanych z przedmiotem działalności, która udostępniana jest bezpłatnie na jego stronie internetowej. Zasoby zawierają m.in. następujące materiały:
- zdigitalizowane archiwum wszystkich numerów magazynu Architektura-Murator, wydanych w latach 1994–2011[9],
- wypowiedzi pisemne wybranych architektów polskich w ramach serii Credo, skupione w głównej mierze nad problemami przekształcania przestrzeni w Polsce. Wypowiedzi udzielili m.in. Marek Budzyński, Krzysztof Chwalibóg, Stanisław Deńko, Romuald Loegler[10],
- projekt Historie mówione polskiej architektury, prowadzony wspólnie z Ośrodkiem Karta, polega na zbieraniu wywiadów autobiograficznych z osobami o wykształceniu architektonicznym lub urbanistycznym, m.in. z Grzegorzem Piątkiem, Agnieszką Cieślik[11],
- kolekcja fotografii związanych z wybranymi zagadnieniami tematyki architektonicznej, autorstwa m.in. Nicolasa Grospierre'a, Konrada Pustoły, Andrzeja Tobisa[12],
- Platforma ADE, zawierająca materiały wspierające procesy edukacyjne na tematy związane z architekturą i urbanistyką[13].

Instytut publikuje także podcasty, filmy i przewodniki architektoniczne.